# Cinthya Rachel
Cinthya Rachel de Andrade Santos Abrantes (Santos, 17 de junho de 1980) é uma apresentadora, diretora de dublagem e atriz brasileira. Desde 2015 vive na Argentina, onde trabalha como diretora de dublagem.

## Carreira
Cinthya estreou na televisão em 1987 fazendo a propaganda dos sucos Tang. Em 1988, fez parte da minisserie Abolição e, no mesmo ano, passou a apresentar o programa Cometa Alegria, na Rede Manchete, onde ficou por dois anos. No início dos anos 90, fez parte do grupo Jairzinho e a Patrulha do Barulho, ao lado de sua irmã Vânia Estela, de Jairzinho e de Luciana Mello.
Em 1992, fez o espetáculo A Fuga do Planeta Kiltran e começou sua carreira na TV Cultura, com o programa O Professor. Em 1994, estreou como Biba no seriado Castelo Rá-Tim-Bum, onde se tornou conhecida nacionalmente. Na TV Cultura, apresentou dois outros programas, Turma da Cultura e RG, permanecendo na emissora de 1997 a 2001.
Em 2000, tornou-se uma das primeiras apresentadora a ter um programa online, o É Pá Pufe, um talk show no portal Cidade Internet. Em 2001 foi contratada pela Rede Record e passou a fazer as reportagens do programa Domingo da Gente por quatro anos, tornando-se mais conhecida pelo quadro "Fada Madrinha".
Paralelamente, em 2002, apresentou seu segundo conteúdo online, o Black TV, um programa no portal All TV voltado especialmente ao público afrodescendente. Entre 2005 e 2006 estreou o programa infantil Turminha da Hora, no canal governamental TV da Gente. Em 2007 realizou reportagens no Programa Raul Gil e, em 2011, no programa Eliana. Em 2009 criou seu próprio blog, onde aborda assuntos do universo feminino e afro-brasileiro. No mesmo ano lançou seu próprio canal no Youtube. Em 2012 assinou com a TV Gazeta e passou a apresentar o programa Cozinha Amiga, onde ficou até 2013. Em maio de 2013, lançou um livro infantil chamado A Garota Que Queria Mudar o Mundo, pela editora Uirapuru. Em 2015 se mudou para a Argentina, onde trabalha como diretora de dublagem. Em 2017 trabalhou na versão em português para o Brasil das séries Legion (Legião) e Atlanta, exibidas pelo FX/Fox e Netflix.

## Vida pessoal
Cinthya formou-se jornalismo pela faculdade Universidade Anhembi Morumbi em 2002. Em 2015 se casou com o argentino Gastón Marano, mudando-se para Buenos Aires, na Argentina. No dia 25 de abril de 2018 a atriz teve seu primeiro filho, Joaquín.

## Filmografia

### Televisão
| Ano     | Título                           | Personagem    | Ref.         |
| ------- | -------------------------------- | ------------- | ------------ |
| 1988    | Abolição                         | Ododô         |              |
| 1989–91 | Cometa Alegria                   | Apresentadora |              |
| 1990    | Criança 90                       | Apresentadora |              |
| 1992–94 | O Professor                      | Carol         |              |
| 1994–97 | Castelo Rá-Tim-Bum               | Biba          |              |
| 1995    | Tocaia Grande                    | Rosa          |              |
| 1997–00 | Turma da Cultura                 | Apresentadora | [ 3 ]        |
| 2001    | RG Cultura                       | Apresentadora | [ 3 ]        |
| 2001–05 | Domingo da Gente                 | Repórter      |              |
| 2005–06 | Turminha da Hora                 | Apresentadora |              |
| 2007–08 | Programa Raul Gil                | Repórter      | [ 6 ]        |
| 2011    | Eliana                           | Repórter      | [ 11 ]       |
| 2012–13 | Cozinha Amiga                    | Apresentadora | [ 8 ] [ 12 ] |
| 2023    | Castelo Rá-Tim-Bum: O Reencontro | Ela mesma     | [ 13 ]       |

### Internet
| Ano           | Título         | Personagem    | Notes                     | Ref.  |
| ------------- | -------------- | ------------- | ------------------------- | ----- |
| 2000          | É Pá Pufe      | Apresentadora | No portal Cidade Internet | [ 4 ] |
| 2002          | Black TV       | Apresentadora | No portal All TV          | [ 3 ] |
| 2009–presente | Cinthya Rachel | Apresentadora | Em seu canal próprio      | [ 7 ] |

### Cinema
| Ano  | Título                 | Personagem | Notas          |
| ---- | ---------------------- | ---------- | -------------- |
| 2001 | Distraída para a Morte | Mariana    | Curta-metragem |

## Teatro
| Ano     | Título                                   | Personagem |
| ------- | ---------------------------------------- | ---------- |
| 1993    | A Fuga do Planeta Kiltran                | Sheila     |
| 1997–98 | Castelo Rá-Tim-Bum em: Onde Está o Nino? | Biba       |